# پفدلباخ
پفدلباخ (به آلمانی: Pfedelbach) یک شهر در آلمان است که در هوهنلوهه واقع شده‌است. پفدلباخ ۸٬۸۸۷ نفر جمعیت دارد.